# Morkhandi, Basavakalyan
Morkhandi là một làng thuộc tehsil Basavakalyan, huyện Bidar, bang Karnataka, Ấn Độ.